# Покровский, Алексей Николаевич
Алексе́й Никола́евич Покро́вский (1 марта 1924 — 30 августа 2009) — советский и российский актёр, певец, Народный артист РСФСР (1981).

## Биография
Родился в семье служащих, оба дедушки Покровского были священнослужителями. Юность провёл в подмосковном Загорске, где в годы войны работал на оборонном заводе, параллельно выступая в самодеятельности. В 1945 году был принят в труппу МХАТа. В 1977 году покинул театр из-за расхождений во взглядах с Олегом Ефремовым.
С конца 1940-х годов снимался в кино, в том числе в фильмах «Звезда» (1949) и «Верные друзья» (1954).
Большую известность получил и как исполнитель песен и романсов. В 1960—1980-х годах исполнил на телевидении 12 музыкально-поэтических композиций, в которых были представлены лучшие стихи и песни эпохи в интерпретации артиста, аккомпанировавшего себе на малой венской семиструнной гитаре. Как минимум в пяти из этих фильмов-концертов, а также в трёх грампластинках А. Покровского, аккомпанемент (вместе с другими музыкантами) исполняет инструментальный ансамбль под управлением Анатолия Цадиковского. Лауреат телеконкурсов «Песня-74» («Песня о фабричном гудке») и «Песня-75» («Бери шинель, пошли домой»).
Похоронен на Ваганьковском кладбище (26 участок).

## Работы[4][5]

#### Роли во МХАТе имени М. Горького
- 1948 — «Зелёная улица» А. А. Сурова — Максимыч
- 1949 — «Мещане» М. Горького — студент Шишкин, позже — Пётр
- 1950 — «Вторая любовь» Е. Ю. Мальцева и Н. А. Венкстерн — Полынин
- 1950 — «Разлом» Б. Лавренёва — Швач
- 1951 — «Платон Кречет» А. Е. Корнейчука — Стёпа, окулист
- 1953 — «Последняя жертва» А. Н. Островского — Иногородный, Сергей, лакей в клубе
- 1953 — «Мёртвые души» по Н. В. Гоголю — Прошка
- 1953 — «Ломоносов» Вс. В. Иванова — Калина Судьин
- 1953 — «Сердце не прощает» А. В. Софронова — Гриша Топилин
- 1953 — «Лермонтов» Б. А. Лавренёва — Кригер (сцена 7-я. «На гауптвахте») и гость (сцена 11-я. «Вечер у Верзилиных»)
- 1955 — «Двенадцатая ночь» У. Шекспира — Мальволио, дворецкий Оливии
- 1958 — «Три сестры» А. П. Чехова  — Родэ
- 1960 — «Поздняя любовь» А. Н. Островского — Дормедонт
- 1960 — «Плоды просвещения» Л. Н. Толстого — 3-й мужик
- «Зимняя сказка» У. Шекспира — Старый пастух
- «Дядя Ваня» А. П. Чехова — Телегин
- 1962 — «Три толстяка» Ю. К. Олеши — Доктор Гаспар Арнери
- 1963 — «Друзья и годы» Л. Г. Зорина — Буфетчик
- 1963 — «Бронепоезд 14-69» Вс. В. Иванова — Мужик с подвязанной щекой
- 1964 — «Вишнёвый сад» А. П. Чехова — Почтовый чиновник
- 1967 — «Ревизор» Н. В. Гоголя — Добчинский
- 1969 — «Мёртвые души» по Н. В. Гоголю — Секретарь Опекунского совета
- 1970 — «Обратный счёт» Е. Рамзина — Анри Дюби
- 1972 — «Сталевары» Г. К. Бокарева — Никотин

#### Роли в кино
- 1949 — Звезда — замполит лейтенант Мещеряков.
- 1953 — Таинственная находка — эпизод, в титрах не указан.
- 1954 — Верные друзья — младший лейтенант милиции.
- 1960 — Повесть пламенных лет — эпизод.
- 1962 — Интервью у весны (фильм-спектакль) — доктор Гаспар Арнери (сцена из спектакля «Три толстяка»).
- 1968 — Поздняя любовь (фильм-спектакль) — Доримедонт, писарь у Маргаритова.
- 1972 — Приваловские миллионы — эпизод.
- 1977 — Три сестры (фильм-спектакль по пьесе А. П. Чехова) — Родэ.

Исполнение песен
- 1976 — Аты-баты, шли солдаты… (худ. фильм) — песня «Бери шинель…»

Фильмы-концерты
- 1978 — С чего начинается Родина (литературно-музыкальная композиция).
- 1983 —  Басни И. А. Крылова и шуточные песни — чтец и исполнитель песен, автор композиции.
- 1983 — Любимые женщины — исполнитель стихов и песен, автор композиции.
- Сердцу милый край — исполнитель стихов и песен на стихи А. Кольцова, И. Никитина, И. Сурикова. Архивная копия от 3 апреля 2019 на Wayback Machine
- Стихи и романсы.
- С. Есенин — исполнитель стихов и песен. Архивная копия от 12 июля 2015 на Wayback Machine
- Много вёрст в походах пройдено — исполнитель стихов и песен, автор композиции. Архивная копия от 17 мая 2015 на Wayback Machine
- 1982 —«Родина моя» — музыкально-поэтическая композиция на стихи советских поэтов в исполнении Алексея Покровского в сопровождении инструментального ансамбля п/у Анатолия Цадиковского.[6]

Радиопостановки
- 1970 — В Питер за сарафаном
- 1977 — С чего начинается Родина (часть 1 Архивная копия от 22 декабря 2017 на Wayback Machine, часть 2 Архивная копия от 22 декабря 2017 на Wayback Machine)

Участие
- 1981 — Романса трепетные звуки (док. фильм-концерт) — исполнитель песен «В минуты музыки» и «Улетели листья» (начало на 43 минуте). Архивная копия от 28 октября 2020 на Wayback Machine
- 1983 — Любимые женщины (часть 1 Архивная копия от 10 апреля 2018 на Wayback Machine, часть 2 Архивная копия от 26 июня 2018 на Wayback Machine)

Озвучивание
- 1958 — Краса ненаглядная (мультфильм) — Иван Царевич.
- 1964 — Заюшкина избушка (пластинка) — чтец.
- 1965 — Лисичка со скалочкой (пластинка) — чтец.
- 1968 — Волшебник Изумрудного города (фильм-спектакль).
- 1968 — Василиса прекрасная (пластинка) — ведущий.
- 1969 — Сказка о Иване-царевиче и Сером Волке (пластинка).
- 1978 — Сказка о царе Берендее, о сыне его Иване-царевиче, о хитростях Кощея Бессмертного и о премудрости Марьи-царевны, Кощеевой дочери (пластинка).
- 1989 — Илья Муромец и Соловей-разбойник (пластинка) — сказитель.

Грампластинки
- 1965 — Старинные романсы (Всегда и везде за тобою. Не тверди. Ночи безумные. Наглядитесь) — 33Д-00016191-2.
- 1973 — Русские народные песни и романсы — С20-05959-60.
- 1976 — Русские старинные романсы.
- 1977 — Русские народные песни и романсы — С20-08717-18.
- 1978 — С чего начинается Родина (литературно-музыкальная композиция) — С60-11325-6.
- 1978 — Родина (литературно-музыкальная композиция по произведениям С. Есенина) — Д-034427-28.
- 1979 — Русская поэзия в народных песнях.
- 1979 — По солдатским дорогам (литературно-музыкальная композиция) — С40-12539-40. Архивная копия от 27 декабря 2017 на Wayback Machine
- 1987 — Всё как прежде, всё та же гитара (С20-25843-005).

## Награды и звания
- Медаль «В память 800-летия Москвы» (1948)
- Заслуженный артист РСФСР (3 апреля 1969)
- Народный артист РСФСР (1 декабря 1981)